# Erichsonius
Erichsonius  (лат.) — род жуков-стафилинидов из подсемейства Staphylininae. Повсеместно описано около 155 видов данного рода.
Второй сегмент усиков утолщённый, равен по ширине первому и гораздо толще третьего.

## Систематика
Некоторые виды:
- вид: Erichsonius cinerascens (Gravenhorst, 1802)
- вид: Erichsonius hummleri (Bernhauer, 1944)
- вид: Erichsonius maghrebicus Coiffait, 1965
- вид: Erichsonius rivularis (Kiesenwetter, 1858)
- вид: Erichsonius signaticornis (Mulsant et Rey, 1853)
- вид: Erichsonius subopacus (Hochhuth, 1851)
- вид: Erichsonius ytenensis (Sharp, 1913)